# Ultrarrealista (Francia)
Los ultrarrealistas, ultramonárquicos, ultraabsolutistas o realistas absolutos, puros, ardientes, exagerados, exclusivos, fuertes, etc. (en francés: ultraroyalistes, ultra-monarchistes, royalistes absolus, purs, ardents, exagérés, exclusifs, pointus, etc.); también llamados ultras, fueron la corriente monárquica que, proveniente de las fuerzas contrarrevolucionarias de la Revolución francesa, constituyó la fuerza política dominante durante la Restauración borbónica en Francia, de 1814 a 1830. Su influencia decreció durante la Monarquía de Julio (1830-1848) pero subsistió hasta 1879. Abogaban por el restablecimiento de los valores del Antiguo Régimen, las prerrogativas de la nobleza y la Iglesia católica, y por una forma de gobierno en la que el poder del rey fuera absoluto.
Al igual que el régimen de la Restauración francesa, se oponían a las ideas liberales, republicanas y demócratas, llegando a ser más extremistas que el propio rey Luis XVIII. Este se vio de hecho obligado a templar las condiciones de la restauración de la Casa de Borbón en el trono para que fuese aceptada por el pueblo francés, lo que llevó a los ultras a declararse «más monárquicos que el rey». El Conde de Artois, hermano menor de Luis XVIII, era el líder de esta corriente y su llegada al poder en 1824 como Carlos X colmó las aspiraciones de este partido.

## Introducción
La corriente ultramonárquica apareció en un contexto de rechazo de las ideas revolucionarias nacidas durante la Revolución francesa de 1789, en los últimos años del periodo napoleónico, y constituyó un movimiento potente de oposición a la Carta de 1814. Para comprender los fundamentos de la ideología ultramonárquica, es necesario destacar a dos pensadores: el conde saboyano Joseph de Maistre (ministro y embajador de Víctor Manuel I de Cerdeña) y el vizconde Louis de Bonald.
Para Joseph de Maistre, el sistema político emana de la voluntad divina. Instituyó el principio de las «leyes eternas» por las que es Dios quien «determina las razas reales». El pueblo solo tiene que aceptar las leyes promulgadas por el elegido de Dios que gobierna en su nombre. Todo poder procede por lo tanto de «arriba». De Maistre insiste particularmente en el papel de la divina providencia y considera que ella es la que asegura el gobierno de los reyes. Las naciones y los hombres han de someterse a unas decisiones que los sobrepasan.
Louis de Bonald defiende la vuelta a una sociedad de tipo monárquica y religiosa. Dios es la única fuente de la soberanía, dado que el poder es un mero intermediario entre los hombres y Dios. De Bonald sustituyó la Declaración de los Derechos del Hombre y del Ciudadano de 1789 por una Declaración de los Derechos de Dios en la que el hombre solo tiene deberes y no tiene ningún derecho. Dado que el poder procede de Dios, solo puede ser absoluto e ignora toda limitación o dependencia. El rey es el intermediario imprescindible entre el poder que manda y el sujeto que obedece.
Los ultramonárquicos se inspiraron profundamente en estas filosofías cuando decidieron reaccionar tras el episodio revolucionario, restablecer una monarquía en Francia y hacer todo lo posible para mantenerla una vez iniciado el proceso conocido como Restauración borbónica.

## Aparición de una corriente contrarrevolucionaria

### Emergencia del ultramonarquismo
A partir de la revolución de 1789, el ultramonarquismo no es un movimiento de opinión definido. Pero en 1810, Ferdinand de Bertier de Sauvigny funda la Orden de los Caballeros de la Fe (Ordre des Chevaliers de la Foi), una sociedad secreta cuya organización era copiada de la masonería, y cuyo objetivo era la defensa de la Iglesia católica y la restauración de los Borbones en el trono. Nombró a Mathieu de Montmorency-Laval gran maestro de la orden.
En los años siguientes la orden se extendió en provincias, sobre todo en la parte de Aquitania y en el oeste de Francia, en donde le bastó con reavivar las antiguas organizaciones antirrevolucionarias, como la Chuanería en Vendée, y de ganarse el apoyo de sus jefes.
Los miembros de la orden se comunicaban entre sí solo verbalmente, por temor a la policía imperial. Disponían de una red de información en la que los mensajeros no tenían que recorrer más de 10 o 12 leguas antes de pasar el mensaje al siguiente mensajero que lo relevaba. Este sistema permitió, por ejemplo, difundir la victoria de los ejércitos aliados sobre Napoleón antes que el correo oficial. Bajo el Imperio los miembros de la orden ejercían una forma de resistencia oculta, ganando renombre mediante la propaganda y las afiliaciones de adeptos populares, y excitando el descontento popular contra el régimen imperial.

### El regreso de los Borbones
Los monárquicos prepararon con paciencia el terreno para la restauración monárquica legítima. Difundieron la noticia de la bula de excomunión del papa Pío VII contra Napoleón en 1809, y lograron que en los puertos comerciales franceses, arruinados por el Bloqueo Continental, los borbones fueran considerados como el símbolo de la vuelta a la paz y a la prosperidad. Después de la caída de Napoleón, tanto durante la primera como la segunda Restauración, en algunas ciudades las tropas de ocupación de las monarquías aliadas fueron aclamadas por la población. Al igual que la familia real, buena parte de la aristocracia llevaba un cuarto de siglo en el exilio y permanecía aferrada a los conceptos del siglo XVIII y al Antiguo Régimen. Pero el realismo político de Luis XVIII temperó sus aspiraciones, e intentó buscar una vía intermedia que permitiese restaurar un verdadero poder monárquico sin enfrentar a los franceses entre sí.

## Los ultramonárquicos bajo Luis XVIII (1814-1824)

### El Terror Blanco

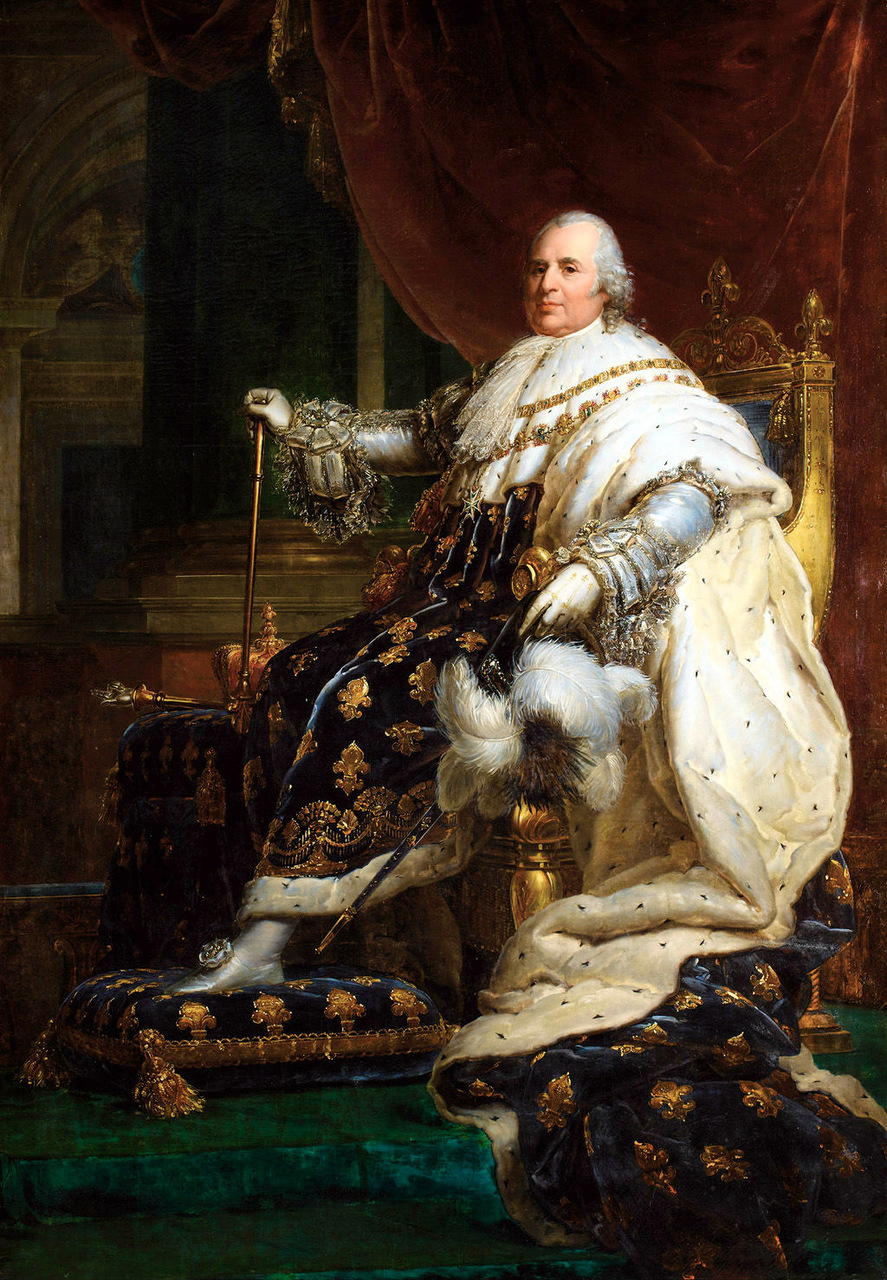
Retrato del rey Luis XVIII por François Gérard.

Luis XVIII quería ser un rey conciliador, y para ello perdonó a los bonapartistas y aceptó firmar la Carta Otorgada de 1814. Se esperaba que la Carta fuese un documento contrarrevolucionario, otorgado por el Rey a los franceses. De hecho, el texto alude al periodo revolucionario como un intervalo nefasto que ha de ser olvidado y borrado de la Historia. Pero a pesar de esta concesión al espíritu del Antiguo Régimen, la Carta se asemeja a una Constitución que convierte a la monarquía en un régimen más abierto que el primer imperio. Confirma buena parte de los derechos adquiridos durante la Revolución: libertad de prensa, de opinión y de culto, e igualdad ante los impuestos y la justicia. El rey ejerce el poder ejecutivo y dirige la política exterior, firma los tratados internacionales y decide la paz y la guerra.
Pero ese espíritu conciliador no es compartido por los ultramonárquicos, que exigen un castigo para los que apoyaron el regreso de Napoleón durante los Cien Días, y esperan una monarquía más "pura". Aparecen bandas armadas organizadas que extienden los ajustes de cuentas y los asesinatos de los que supuestamente son hostiles a la monarquía, como los antiguos generales y mariscales del Imperio o los mamelucos que Napoleón había traído de Egipto. En nombre del catolicismo, se persiguen y asesinan también a protestantes. El Terror Blanco fue particularmente virulento en el sur de Francia donde actuaban los verdets, llamados así porque llevaban una escarapela verde en homenaje al conde de Artois, hermano del Rey y futuro Carlos X.

### LaChambre introuvable
En este clima de revanchismo se desarrollan las elecciones generales de agosto de 1815 que coronan el triunfo de los ultramonárquicos (350 escaños sobre un total de 389). Luis XVIII apoda a la Cámara Chambre introuvable (Cámara inencontrable), porque era una cámara «imposible» que no era representativa de la opinión general. A los dirigentes de esta derecha ultra, como Joseph de Villèle, Louis de Bonald, François Régis de La Bourdonnaye y Jacques-Joseph Corbière, se habían unido los Caballeros de la Fe que habían prestado juramento al papa y no al rey.
El rey nombró a un moderado para presidir el Consejo de Ministros, el duque de Richelieu, pero el conde de Artois consiguió que Vincent-Marie de Vaublanc, uno de sus más próximos colaboradores y conocido ultra, fuese nombrado Ministro de Interior. Este, apoyado por la mayoría ultra de la Cámara, forzó en contra de la opinión de Richelieu la legalización del Terror Blanco, haciendo que se aprobara un conjunto de leyes represivas como la condena de los escritos considerados sediciosos y la limitación de las libertades individuales. En paralelo, Vaublanc depuró las administraciones de todas las personas que habían servido bajo los regímenes anteriores. Pero la ruptura entre los ultramonárquicos y los monárquicos moderados se plasmará en la votación sobre la nueva ley electoral. El gobierno pretendía rebajar ligeramente el importe del censo de manera que la burguesía pudiera participar más en la vida política, y superase así en número a la aristocracia más rica que sustentaba a los ultras. Ante esta maniobra, los ultras pidieron rebajar todavía más el censo para permitir la entrada en el juego político de los campesinos terratenientes, tradicionalmente afines a las tesis más ultras. Así, paradójicamente, los partidarios del absolutismo se convertían en defensores de un parlamentarismo más abierto mientras que los monárquicos moderados apoyaban un sistema electoral más restringido. Los ultras ganaron en la Cámara baja, pero la ley fue rechazada por la Cámara alta. Ante la imposibilidad de lograr un compromiso entre ideas liberales y monárquicas, y ante la oposición creciente de los ultras en la Asamblea, el Rey, siguiendo los consejos del tándem moderado Richelieu-Descazes, despidió a Vaublanc, disolvió la Cámara el 5 de septiembre de 1816 y convocó nuevas elecciones generales.

### Ministerios de Richelieu y Decazes
La nueva Cámara comprendía 150 monárquicos moderados partidarios de la política del rey contra 150 ultras seguidores del conde de Artois y de Villèle, y una pequeña minoría de burgueses liberales, llamados doctrinarios. El nuevo gobierno de Richelieu se empleó en intentar aplicar la Carta de 1814 que gozaba del apoyo de la mayoría de la opinión pública. Tras las depuraciones de Vaublanc, los cargos de la administración estaban en manos de los ultras por lo que el ministro de la policía, Élie Decazes, impulsó una nueva depuración a fin de mermar el poder de la reacción. En el seno del gobierno, Richelieu conformó un nuevo gabinete en el que predominaban los antiguos bonapartistas, como el mariscal de Gouvion-Saint-Cyr. El gobierno emprendió entonces una política liberal, puntuada de medidas autoritarias destinadas a contener a los ultras, como restricciones temporales de la libertad de prensa. El principal órgano ultra era el periódico La nueva Minerva, dirigido por Chateaubriand.

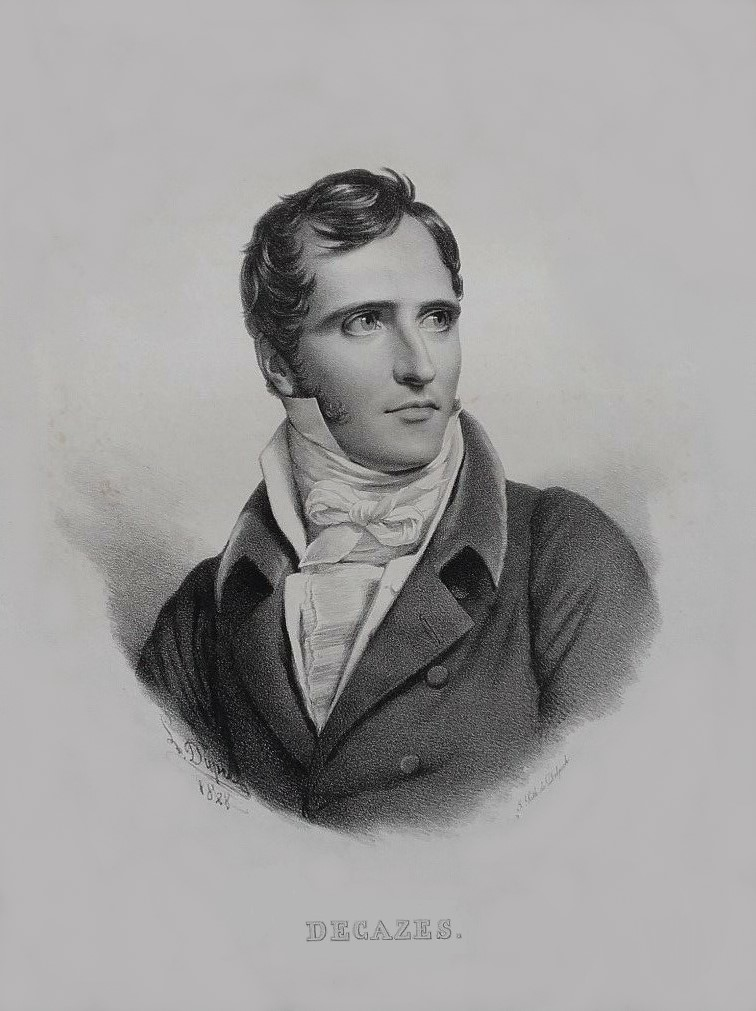
Élie Decazes.

Los ultras de la Cámara se opondrán de nuevo a una nueva propuesta de ley electoral, se opondrán a la revisión del Concordato de 1801 con la Iglesia católica, así como al tipo de reclutamiento destinado a reconstituir un ejército "nacional" cuando ellos exigían que fuese "del rey". Mientras las medidas propuestas por Richelieu eran juzgadas como demasiado liberales por los ultras, los liberales las consideraban demasiado tímidas. Por otro lado, parte de sus ministros liderados por Élie Decazes le reprochaban el no adoptar medidas más contundentes para frenar a los ultras. Acosado y desprestigiado en ambos flancos Richelieu dimitió en 1818, y el Rey confió la formación del nuevo gabinete a Decazes que gozaba de su plena confianza.
Decazes prosiguió con una política anti ultra destinada a reafirmar el poder de Luis XVIII. Con motivo de las elecciones parciales de 1819, la elección a la Asamblea del Abad Grégoire, reputado republicano revolucionario y antiguo obispo constitucional, causó escándalo. Los ultramonárquicos se habían negado a votar al candidato del Rey, permitiendo así contra todo pronóstico la elección de Grégoire, un candidato considerado inaceptable por su carrera política bajo la Revolución francesa. De esa manera pretendían demostrar la "inoperancia" de la ley electoral.
El 13 de febrero de 1820 el asesinato del duque de Berry, hijo del conde de Artois, permitió a los ultramonárquicos librarse definitivamente de Decazes. Dado que el duque, al igual que su padre, era un miembro destacado de la causa ultra, estos últimos culparon a Decazes de haber sido demasiado permisivo con los antimonárquicos, y hasta le acusaron de complicidad. Lograron que el Rey le obligara a dimitir. Luis XVIII llamó de nuevo a Richelieu para que le sustituyera, pero éste dimitió en 1821, bajo la presión de los ultramonárquicos y de los liberales. Luis XVIII, debilitado por la enfermedad, dejaba cada vez más las riendas del poder a su hermano, el conde de Artois, que le aconsejó que nombrase a Joseph de Villèle a la presidencia del Consejo. Con él los ultramonárquicos accedieron por fin a gobernar Francia.